# Herencsény
Herencsény es un pueblo ubicado en el condado de Nógrád, Hungría.

## Superficie
Posee una superficie de 33,18 kilómetros cuadrados.

## Demografía
Hasta 2021 la población era de 524 habitantes, con una densidad de población de 15,79 habitantes por kilómetro cuadrado.